# Grismadox elsneri
Grismadox elsneri (лат.) — вид мирмекоморфных пауков рода Grismadox из семейства Corinnidae (Castianeirinae). Видовой эпитет «elsneri» дан в честь Ханса-Петера Эльснера (Hans-Peter Elsner) в знак признания его усилий по управлению экологически устойчивым и дружелюбным к работникам ранчо в департаменте Бени, Боливия, и его поддержки нескольких исследовательских проектов на его территории. Один из таких проектов привёл к открытию неизвестного вида Grismadox, который был описан Pett et al. (2022).

## Распространение
Южная Америка: Боливия, департамент Santa Cruz (Santa Cruz de la Colina, Urubo; -17.7608°; -63.24°), 432 м над уровнем моря). Образцы были собраны на травянистых растениях саванны и на почве между этими растениями вдоль опушки леса Чикитано. Высота травянистых растений составляла примерно 0,5—1,2 м, и они образовывали относительно сплошной слой, скрывающий песчаную почву. Пауки стали видны только после того, как травянистые растения были медленно отодвинуты в сторону.

## Описание
Мелкий паук, длина 4—5 мм. Спинной покров тёмно-серо-черноватый, слабо блестящий, гладкий; микроскульптура сетчатая, с равномерно распределёнными мелкими ямками; хелицеры коричневые, умеренно блестящие; микроскульптура брюшка сетчатая, с равномерно распределёнными ямками, более плотными и крупными, чем на карапаксе; тазики II и III полупрозрачные белые, остальные тазики тёмно-коричневые; трохантеры I—III полупрозрачные беловато-жёлтые, с тёмно-коричневыми краями; бёдра I и II полупрозрачные беловатые, по краям широкие чёрные полосы, проксимальная пясть несколько темнее, особенно на бедре I; остальная часть ног I и II желтоватая до светло-коричневой; бёдра и голени III и IV тёмно-коричневые, края окаймлены полосами коротких, прижатых, белых волосков, надколенники III и IV вентрально полупрозрачные белые, метатарсисы и лапки III и IV светло-коричневые. Отличается от близких видов следующими признаками: по сравнительно короткому и обратнояйцевидному брюшку (абдоминальный индекс 60—67,5; у сородичей 38—50) с нечёткой или умеренной перетяжкой; репродуктивные структуры имеют маленький дорсальный ретролатеральный голенный апофиз (dRTA), вентральный ретролатеральный голенный апофиз (vRTA) тупой и округлый вентрально, E тонкий и заострённый, витки менее заметны, а сперматека ST грудной формы. Вид был впервые описан в 2022 году зоологом Броганом Петтом (Brogan Loise Pett; Бельгия, Великобритания) и соавторами.

## Мимикрия муравьёв
Два вида муравьев рода Camponotus, C. cf. crassus Mayr, 1862 (средняя длина 4,89 мм у мелких рабочих) и C. cf. blandus (F. Smith, 1858) (средняя 5,1 мм у мелких рабочих), и вид Pseudomyrmex termitarius  (F. Smith, 1855) фуражировали вместе с особями G. elsneri на травянистых растениях. Помимо сходного размера тела, мелкие рабочие этих двух видов муравьев и G. elsneri (средний размер тела взрослых 4,43 мм, максимальный 5,3 мм) имели обратнояйцевидное брюшко, слабо блестящее, черноватое с антрацитово-сероватым оттенком внутреннее покрытие и белые и медные/золотистые волоски на брюшке. Красноватые части ног I и II пауков напоминали усики и передние ноги муравьев. Однако медно-золотистое опушение на брюшке C. cf. blandus было более густым, чем у G. elsneri. Муравей Pseudomyrmex termitarius вряд ли может служить моделью для G. elsneri, поскольку этот вид муравьев имеет заметно более вытянутое тело с красноватой грудной клеткой и заостренным брюшком. Остальные совместно встречающиеся муравьи были значительно меньше или больше G. elsneri. Более крупные муравьи (Camponotus leydigi Forel, 1886, Ectatomma permagnum Forel, 1908 и Odontomachus sp.) имели более вытянутое тело и отличались окраской тела.